# Bộ Qua (瓜)
Bộ Qua, bộ thứ 97 có nghĩa là "dưa" là 1 trong 23 bộ có 5 nét trong số 214 bộ thủ Khang Hy.
Trong Từ điển Khang Hy có 55 chữ (trong số hơn 40.000) được tìm thấy chứa bộ này.

## Tự hình Bộ Qua (瓜)

Đại triện
Tiểu triện

## Chữ thuộc Bộ Qua (瓜)
| Số nét bổ sung | Chữ              |
| -------------- | ---------------- |
| 0              | 瓜/qua/          |
| 3              | 瓝/bạc/          |
| 5              | 瓞/điệt/ 瓟/bạc/ |
| 6              | 瓠/hạch/         |
| 8              | 瓡/chấp/         |
| 11             | 瓢/biều/         |
| 14             | 瓣/biện/         |
| 17             | 瓤/nhương/       |
| 19             | 瓥               |